# Geworg VI.

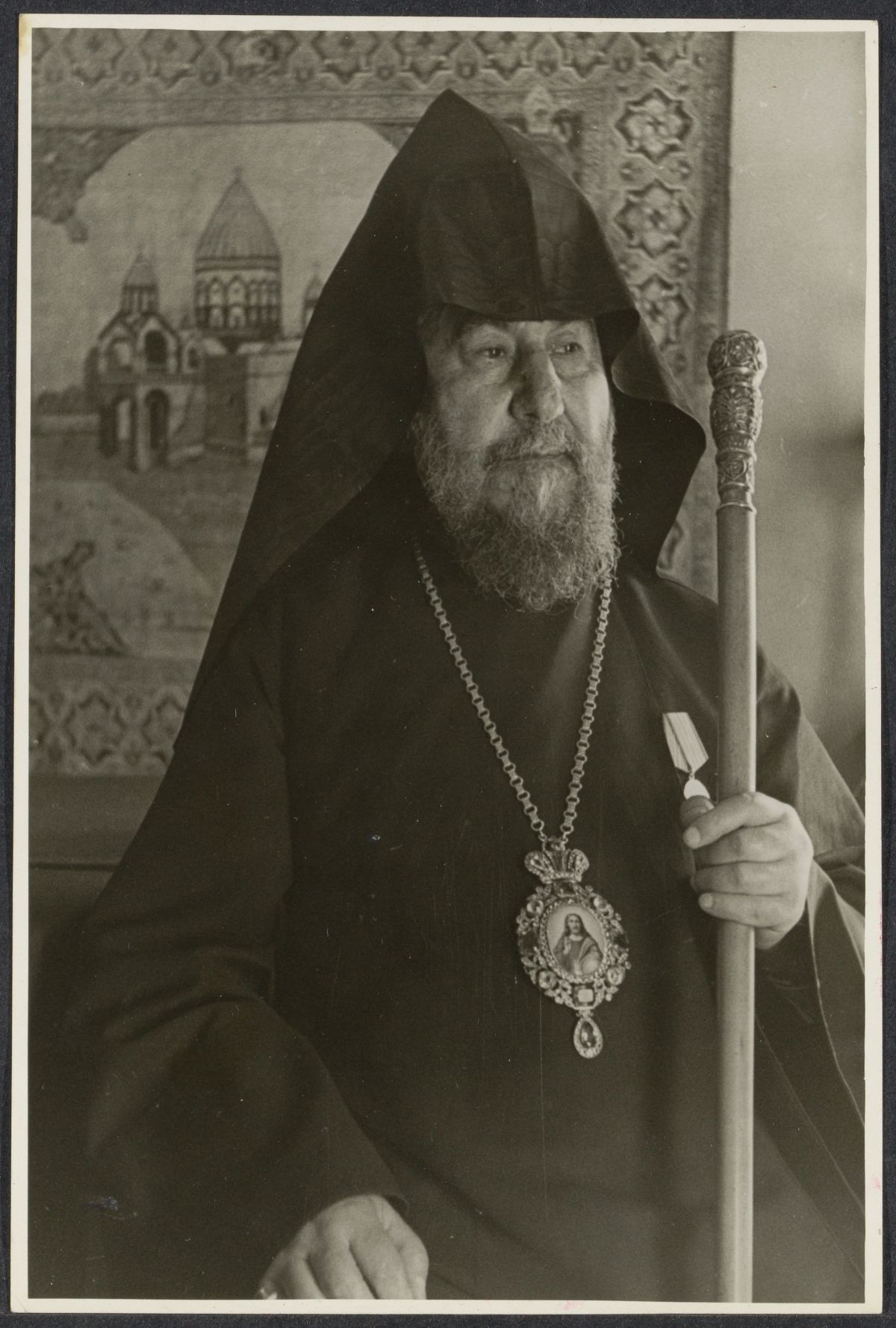
Geworg VI. (1945)

Geworg VI. (armenisch Գևորգ Զ; * 1868 in Nachitschewan am Don, Russisches Kaiserreich; † 26. September 1954 in Etschmiadsin, Armenische SSR) war in den Jahren von 1945 bis 1954 der „Oberste Patriarch und Katholikos Aller Armenier“, sprich das Oberhaupt des Katholikats Etschmiadsin in der Armenischen Apostolischen Kirche.

## Leben
Er wurde als Geworg Tschorektschjan (der Name wird auch als Tscheorektschjan wiedergegeben) in Nachitschewan am Don geboren, das heute ein Stadtteil von Rostow am Don ist. In den Jahren von 1879 bis 1889 besuchte er das Theologische Seminar Gevorkian, welches erst wenige Jahre zuvor gegründet worden war. In den folgenden Jahren arbeite Geworg als Musiklehrer am Seminar Gevorkian und als Lehrer für Musik, Kirchengeschichte und Ethik an einem Seminar in Nachitschewan am Don. Während des Ersten Weltkrieges setzte er sich für Armenier ein, die im Zusammenhang mit dem Völkermord an den Armeniern aus dem Osmanischen Reich geflohen waren. Er wurde 1917 zum Priester geweiht und im Jahr 1926 zum Erzbischof.
Kurz vor der Ermordung von Choren I. durch zwei Agenten des NKWD im Jahr 1938, bestimmte Choren Geworg zu seinem Stellvertreter. In der folgenden Zeit erlebte die armenische Kirche eine Zeit der beispiellosen Unterdrückung, sodass Geworg erst im Sommer 1945 zum Katholikos gewählt werden konnte. Zuvor hatte Geworg Stalin um die Wiederzulassung der Kirche gebeten, was von diesem bewilligt wurde, womit die Zeit der mehrjährigen Sedisvakanz endete. Während seiner Amtszeit richtete er sich in mehreren Enzykliken an die Armenier in der Diaspora mit der Bitte, nach Armenien zurückzukehren und suchte den Kontakt zu Vertretern der Russisch-Orthodoxen Kirche.
Gework VI. starb 1954, zu seinem Nachfolger im Amt des Katholikos wurde Wasgen I. bestimmt.

## Auszeichnungen
- Medaille „Für die Verteidigung des Kaukasus“